# Bouquemaison
Bouquemaison é uma comuna francesa na região administrativa de Altos da França, no departamento de Somme. Estende-se por uma área de 7,15 km². Em 2010 a comuna tinha 510 habitantes (densidade: 71,3 hab./km²).